# Сартамське сільське поселення
Сарта́мське сільське поселення (рос. Сартамское сельское поселение) — муніципальне утворення у складі Вікуловського району Тюменської області, Росія.
Адміністративний центр — село Сартам.

## Населення
Населення — 541 особа (2020; 581 у 2018, 667 у 2010, 734 у 2002).

## Склад
До складу поселення входять такі населені пункти:
| Населений пункт       | Населення, осіб (2002) | Населення, осіб (2010) |
| --------------------- | ---------------------- | ---------------------- |
| Долгушино, село       | 140                    | 129                    |
| Новоборова, присілок  | 75                     | 27                     |
| Покровка, село        | 7                      | 11                     |
| Сартам, село          | 428                    | 408                    |
| Староборова, присілок | 84                     | 92                     |